# Autonome Buyei & Miao prefectuur Qiannan
Qiannan is een autonome prefectuur in de zuidelijke Chinese provincie Guizhou. 

## Indeling
- Stad Duyun (都勻市), 2278 km², 480.000 inwoners, districtshoofdstad, centrum van het autonome district;
- Stad Fuquan (福泉市), 1691 km², 310.000 inwoners;
- District Libo (荔波县), 2432 km², 160.000 inwoners, hoofdplaats : Gemeente Yuping (玉屏镇);
- District Guiding (贵定县), 1631 km², 270.000 inwoners, hoofdplaats : Gemeente Chengguan (城关镇);
- District Weng'an (瓮安县), 1974 km², 440.000 inwoners, hoofdplaats : Gemeente Yongyang (雍阳镇);
- District Dushan (独山县), 2442 km², 330.000 inwoners, hoofdplaats : Gemeente Chengguan (城关镇);
- District Pingtang (平塘县), 2816 km², 300.000 inwoners, hoofdplaats : Gemeente Pinghu (平湖镇);
- District Luodian (罗甸县), 3010 km², 320.000 inwoners, hoofdplaats : Gemeente Longping (龙坪镇);
- District Changshun (长顺县), 1555 km², 260.000 inwoners, hoofdplaats : Gemeente Changzhai (长寨镇);
- District Longli (龙里县), 1518 km², 210.000 inwoners, hoofdplaats : Gemeente Longshan (龙山镇);
- District Huishui (惠水县), 2464 km², 430.000 inwoners, hoofdplaats : Gemeente Heping (和平镇);
- Autonoom district Sandu van Sui (三都水族自治县), 2384 km², 310.000 inwoners, hoofdplaats : Gemeente Sanhe (三合镇).

## Etnische groepen
Hier volgt een lijst met het aantal van de officiële etnische groepen van de Volksrepubliek China in deze autonome prefectuur:
| Nationaliteit | Aantal    | Percentage |
| ------------- | --------- | ---------- |
| Han-Chinezen  | 1.548.120 | 43,37%     |
| Buyi          | 1.158.710 | 32,46%     |
| Miao          | 477.347   | 13,37%     |
| Shui          | 286.862   | 8,04%      |
| Maonan        | 30.958    | 0,87%      |
| Zhuang        | 13.226    | 0,37%      |
| Dong          | 11.337    | 0,32%      |
| Yao           | 11.149    | 0,31%      |
| She           | 7.130     | 0,2%       |
| Yi            | 6.927     | 0,19%      |
| Tujia         | 4.753     | 0,13%      |
| Gelao         | 3.001     | 0,08%      |
| Mulam         | 2.223     | 0,06%      |
| Hui           | 2.116     | 0,06%      |
| Overige       | 5.988     | 0,17%      |